# بتا کلاغ
بتا کلاغ یک ستاره است که در صورت فلکی کلاغ قرار دارد.